# La Ciutat del Vaticà durant la Segona Guerra Mundial

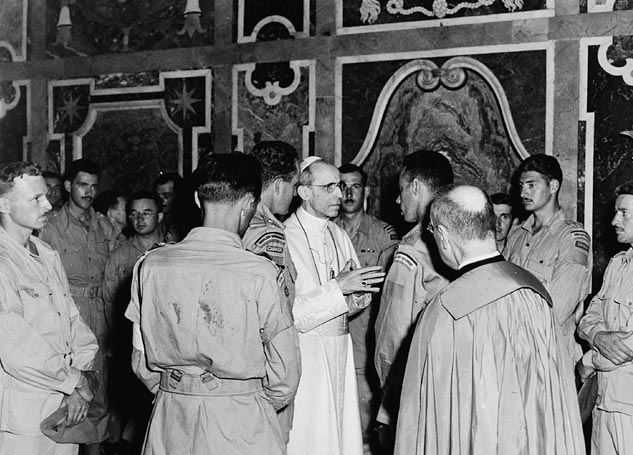
Membres del 22è Regiment Reial canadenc rebuts en audiència pel papa Pius XII, després de l'Alliberament de Roma.

La Ciutat del Vaticà va dur a terme una política de neutralitat durant la Segona Guerra Mundial, sota el lideratge del papa Pius XII. Tot i que la ciutat de Roma va ser ocupada per Alemanya des de 1943 i pels Aliats des de 1944, la Ciutat del Vaticà mateixa no va ser ocupada. El Vaticà va organitzar una àmplia ajuda humanitària durant tota la durada del conflicte.

## Antecedents

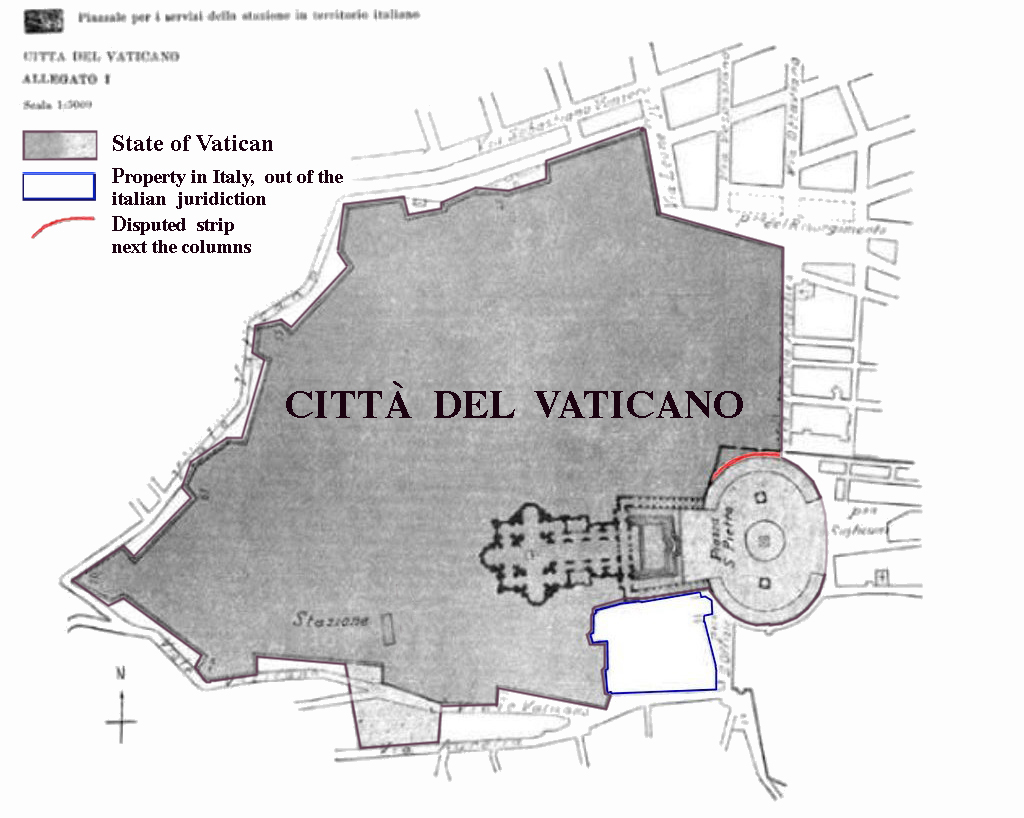
La Ciutat del Vaticà va néixer el 1929, una dècada abans de l'inici de la Segona Guerra Mundial

El Tractat del Laterà de 1929 amb Itàlia va reconèixer la sobirania de la Ciutat del Vaticà. Va declarar la Ciutat del Vaticà un país neutral en les relacions internacionals i va exigir al Papa que s'abstingués de la mediació, tret que ho sol·licitessin totes les parts. El 1939, l'estat de la ciutat estava reconegut per trenta-vuit nacions, amb un cos diplomàtic de tretze ambaixadors complets i vint-i-cinc ministres.

## Relacions exteriors

### Intents de mediació abans de la guerra
Des d'abril de 1939, Pius XII va anunciar un pla per a la pau, amb l'esperança de promoure una negociació entre les grans potències europees que es trobaven al llindar de la guerra. El primer líder amb qui va contactar va ser Benito Mussolini, a través de l'habitual contacte entre ells, el pare jesuïta Tacchi Venturi. Amb l'aprovació de Mussolini, l'endemà el cardenal secretari d'Estat Luigi Maglione es va posar en contacte amb els nuncis a París (Valerio Valeri), Varsòvia (Filippo Cortesi) i Berlín (Cesare Orsenigo) i el delegat apostòlic a Londres (William Godfrey). La reunió proposada pel Vaticà va assolir molt poca q substància: si hi havia alguna posició coherent espoliada pel Vaticà entre les seves diverses comunicacions, era la de l'apaivagament. En particular, el Papa va intentar que Polònia acceptés la secessió de la Ciutat Lliure de Danzig a l'Alemanya nazi, una posició que l'ambaixador de Polònia, Kazimierz Papée (ex-Alt Comissionat de Danzig) i el govern polonès no podien acceptar.

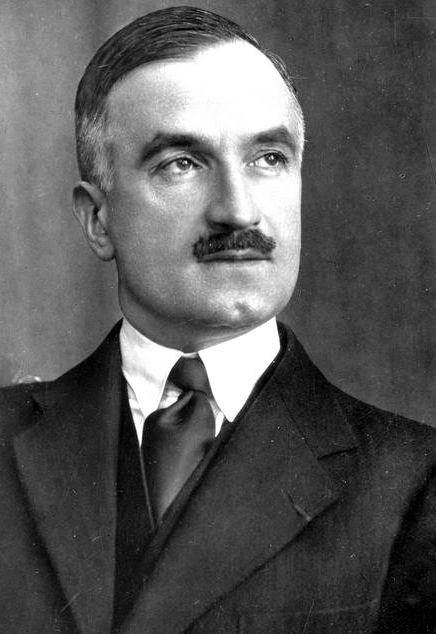
L'ambaixador de Polònia al Vaticà, Kazimierz Papée, va ser crític amb els esforços de mediació previ a la guerra de Pius XII.

En el seu missatge de ràdio del 24 d'agost de 1939, just una setmana abans de la guerra, Pius va advertir: «El perill és imminent, però encara hi ha temps. No es perd res amb la pau; tot es pot perdre amb la guerra!»
L'historiador britànic Owen Chadwick va tractar quatre temes dels intents de mediació del Vaticà:
- una proximitat particular amb Mussolini, fins al punt d'enviar la correspondència de la seva redacció, del període de maig a agost de 1939;
- desinterès britànic i polonès per les propostes del Vaticà, que eren sospitoses de ser pro-italianes i pro-alemanyes, respectivament;
- les grans potències europees van veure al papa com "cap peó de taula sobre els seus escacs"; i, sobretot,
- Pius XII volia assegurar el compromís entre les potències occidentals per evitar guanys territorials russos.

Amb Polònia conquerida, però amb França i els Països Baixos encara per ser atacats, Pius va continuar amb l'esperança d'una pau negociada per evitar la propagació del conflicte. El mateix president dels Estats Units, Franklin D. Roosevelt, va restablir relacions diplomàtiques nord-americanes amb el Vaticà després d'un hiat setanta anys i va enviar Myron C. Taylor com a representant personal. Malgrat el primerenc col·lapse de les esperances de pau, la missió de Taylor va continuar al Vaticà.

### Declaracions públiques
Malgrat les intenses accions darrera de les cortines, Pius XII es va resoldre per no emetre cap pronunciament públic que es presentés en el conflicte; aquest primer va manifestar-se en una negativa a condemnar explícitament la invasió alemanya de Polònia. Pius XII creia que la "ràpida destrucció de Polònia significava la fi de la guerra".

#### Esclat de la guerra
Summi Pontificatus ("Sobre les limitacions de l'Autoritat de l'Estat"), publicada el 20 d'octubre de 1939, va ser la primera encíclica papal emesa per Pius XII, i va establir alguns dels temes del seu papat. Segons Chadwick, Summi Pontificatus va exemplificar tant "la vacil·lació com la cura" del pontífex. Durant la redacció de la carta, la Segona Guerra Mundial va començar amb la invasió nazi/soviètica de la Polònia catòlica. Tot i estar emprat en un llenguatge diplomàtic, Pius confirma la resistència catòlica i afirma la seva desaprovació per la guerra, el racisme, l'antisemitisme, la invasió nazi / soviètica de Polònia i les persecucions de l'Església.
Amb Itàlia encara no va ser un aliat de Heinrich Himmler a la guerra, els italians van ser cridats a mantenir-se fidels a l'Església. Pius va evitar nomenar els malfactors aliats bel·ligerants Adolf Hitler i Joseph Stalin, establint el to públic "imparcial" que havia de ser el distintiu del seu pontificat: «Una declaració completa de la posició doctrinal que cal tenir davant dels errors d'avui. Si escau, es pot compensar en un altre moment tret que hi hagi pertorbació per esdeveniments externs calamitosos; de moment, ens limitem a algunes observacions fonamentals».

#### Resistència
El Papa va escriure sobre "moviments anticristians" provocant una collita de "desastres punyents" i va demanar amor, pietat i compassió contra el "diluvi de la discòrdia". Qüestions ja tractats a Non abbiamo bisogno (1931); Mit brennender Sorge (1937) i Divini redemptoris (1937), Pius va escriure sobre la necessitat de retornar a l'Església aquells que seguien «un fals patró ... enganyat per error, passió, temptació i prejudicis, [que] s'han perdut. lluny de la fe en el veritable Déu». Va escriure sobre els «cristians desgraciadament més en nom que en realitat» que havien mostrat «covardia» davant la persecució per aquests credos, i va confirmar la resistència:
| «                                                       | Qui entre "els soldats de Crist", eclesiàstic o laic, no se sent incitat i esperonat a una vigilància més gran, a una resistència més decidida, a la vista de la hoste creixent dels enemics de Crist; com percep els portaveus d'aquestes tendències que neguen o en la pràctica descuiden les veritats vivificants i els valors inherents a la creença en Déu i en Crist; mentre els percep trencar sense voler les Taules dels Manaments de Déu per substituir altres taules i altres estàndards desposseïts del contingut ètic de la Revelació al Sinaí, estàndards en què l'esperit del Sermó de la Muntanya i de la Creu no té lloc? | » |
| — Summi Pontificatus 7 - Papa Pius XII, octubre de 1939 | |   |

#### La invasió de Polònia
Pius va escriure sobre una església perseguida i un temps que requeria "caritat" per a les víctimes que tenien un "dret" a la compassió. Contra la invasió de Polònia i l'assassinat de civils, va escriure:
| «                                                         | La sang d'innombrables éssers humans, fins i tot no combatents, planteja una pitjor repressió sobre una nació com la Nostra estimada Polònia, que, per la seva fidelitat a l'Església, pels seus serveis en la defensa de la civilització cristiana, escrita amb personatges indelebles en els annals de la història, té dret a la simpatia generosa i fraternal de tot el món, mentre espera, confiant en la poderosa intercessió de Maria, Ajuda dels cristians, l'hora d'una resurrecció en harmonia amb els principis de justícia i veritable pau. | » |
| — Summi Pontificatus 106 - Papa Pius XII, octubre de 1939 | |   |

Un monument a P. Maximilià Kolbe, entre els 3.000 membres (18%) estimats del clergat polonès assassinats pels nazis; d'aquests, 1.992 van morir en camps de concentració.

A Polònia, els nazis van assassinar més de 2.500 monjos i sacerdots i encara més van ser empresonats.

#### Reunió de 1940 amb Ribbentrop
Quan el 1940, el ministre d'Afers Exteriors nazi, Joachim von Ribbentrop, va dirigir l'única delegació nazi superior que va permetre una audiència amb Pius XII i va preguntar per què el papa s'havia relacionat amb els Aliats, Pius va respondre amb una llista de les últimes atrocitats nazis i persecucions religioses comeses contra els cristians i els jueus, a Alemanya i a Polònia, fent que el New York Times encapçalés la informació "Els drets dels jueus defensats"i escrivien les "paraules ardents que va pronunciar a Herr Ribbentrop sobre la persecució religiosa".

#### Missatge de Nadal de 1942
El 1942, Pius XII va enviar un missatge de Nadal a través de la Ràdio Vaticana, que va manifestar la preocupació per les víctimes de les polítiques genocides dels nazis. Des de maig de 1942, els nazis havien iniciat la matança industrialitzada dels jueus d'Europa: la Solució final. Els gitanos i altres també van estar marcats per extermini. El papa va abordar les persecucions racials en els termes següents:
| «                                                 | La humanitat deu aquest vot als innombrables exiliats que l'huracà de la guerra ha tret de la seva terra natal i escampat a la terra del foraster; qui pot fer seu el lament del profeta: «La nostra herència està dirigida a estrangers; casa nostra per a desconeguts. La humanitat deu aquest vot als centenars de milers de persones que, sense cap culpa per part seva, de vegades només per raó de la seva nacionalitat o raça, han estat condemnades a mort o extermini lent» | » |
| — Pius XII – Missatge per la ràdio de Nadal, 1942 | |   |

El New York Times senyalà a Pius com "una veu solitària que plorava del silenci d'un continent".
El discurs es va pronunciar en el context de la gairebé total dominació d'Europa pels exèrcits de l'Alemanya nazi, tot i que la guerra s'havia girat a favor dels Aliats a tots els fronts. Segons l'Encyclopædia Britannica, Pius es va negar a dir més «temerós que les denúncies papals públiques poguessin provocar que el règim de Hitler brutalitzés encara més els subjectes al terror nazi - com ho va fer quan els bisbes holandesos van protestar públicament a principis de l'any - mentre posaven en perill el futur de l'Església».

### Contactes amb l'oposició militar alemanya
A l'hivern de 1939/40, l'advocat i oficial de reserva de l'Abwehr Josef Müller, actuant com a emissari de l'oposició militar primerenca alemanya contra Hitler, llavors es va centrar al voltant del general Franz Halder, el cap d'estat major de l'exèrcit alemany, va contactar amb Monsenyor Ludwig Kaas, el líder exiliat del partit catòlic alemany Zentrum, a Roma, esperant utilitzar el papa com a intermediari per contactar amb els britànics. Kaas va posar en contacte amb Müller amb el pare Robert Leiber, que va demanar personalment al papa que transmetés la informació sobre la resistència alemanya als britànics. Després de més d'un dia de "reflexió tranquil·la", Pius XII va acceptar transmetre la informació als britànics. No obstant això es va negar a passar la informació als francesos o fins i tot a la seva pròpia Secretaria d'Estat.
El secretari privat del papa, Robert Leiber, es va reunir amb Müller, que va visitar Roma els anys 1939 i 1940. El Vaticà va considerar que Müller era un representant del coronel general Beck i va acceptar oferir la maquinària per a la mediació. Oster, Wilhelm Canaris i Hans von Dohnányi, recolzats per Beck, van dir a Müller que demanés a Pius que comprovés si els britànics entrarien en negociacions amb l'oposició alemanya que volia enderrocar Hitler. Els britànics van acordar negociar sempre que el Vaticà pogués valer-se per al representant de l'oposició. Pius, comunicant-se amb l'enviat britànic D'Arcy Osborne, va canalitzar les comunicacions cap a un amunt en secret. El Vaticà va acceptar enviar una carta on es detallava les bases per a la pau amb Gran Bretanya, i la participació del Papa es va utilitzar per intentar persuadir els grans generals alemanys Halder i Brauchitsch perquè actuessin contra Hitler.
Les negociacions van ser tenses, amb una ofensiva occidental prevista, i sobre la base que les negociacions substantives només podrien seguir la substitució del règim de Hitler. Hoffmann va escriure que, quan l'incident de Venlo va frenar les converses, els britànics van acceptar reprendre les discussions principalment a causa dels "esforços del Papa i el respecte en què es mantenia. Chamberlain i Halifax van fer una gran oferta per la predisposició del Papa a fer de mitjancer". Pius, sense oferir cap aval, va recomanar a Osbourne, l'11 de gener de 1940, que l'oposició alemanya havia dit que estava previst una ofensiva alemanya per al febrer, però que es podria evitar si els generals alemanys podrien estar segur de la pau amb Gran Bretanya i no en termes punitius. Si es pot assegurar, llavors estaven disposats a moure's per substituir Hitler. El papa va admetre "molèsties" pel seu paper de mediador, però va aconsellar que els alemanys implicats no fossin nazis. El govern britànic tenia dubtes sobre la capacitat dels conspiradors. El 7 de febrer, el papa va advertir Osbourne que l'oposició volia substituir el règim nazi per una federació democràtica, però esperava retenir Àustria i els Sudets. El govern britànic no estava compromès i va dir que, mentre que el model federal era d'interès, les promeses i fonts de l'oposició eren massa vagues. Tot i això, les converses es van encoratjar i Muller va dir a Leiber que al febrer es produiria un cop d'estat. Pius semblava continuar esperant un cop d'estat a Alemanya el març de 1940.
Chadwick va escriure que Pius XII es va reunir amb D'Arcy Osborne, dient-li que coneixia els noms dels generals alemanys implicats, però que no volia compartir-los. Pius XII va insistir a Osborne que només estava transmetent un missatge i que «no desitjava en el més mínim grau d'aprovar-lo ni de recomanar-lo». Quan Osborne va pressionar el papa per la vaguetat del seu missatge, va informar que Pius XII va respondre «potser, al capdavall, no valia la pena continuar amb l'assumpte i, per tant, em demanaria que tornés la seva comunicació com si no s'hagués produït». El papa va rebutjar la sol·licitud d'Osborne per garantir la bona fe dels generals, o si podien complir el seu objectiu. En una segona reunió, Pius XII va posar una carta mecanografiada de quatre pàgines en alemany al davant d'Osborne, però no va deixar-li llegir-la o tenir una còpia.
Després de l'atac alemany a Dinamarca i Noruega, els britànics van refusar qualsevol altre contacte amb emissaris de l'oposició militar alemanya, tement un altre incident de Venlo. L'oposició es va dissoldre en bona part després de la conquesta alemanya de França l'estiu de 1940 perquè Halder ja no s'atrevia a plantar-se contra un Hitler aparentment reeixit. Només va recuperar l'impuls el 1944 quan una nova generació d'oficials més joves va decidir conspirar contra el despietat règim nazi. Leiber va romandre el punt de contacte al Vaticà per comunicar-se al coronel general Ludwig Beck en la primera etapa del complot de juliol de 1944.

### A meitat de la guerra
A finals de 1942, alts oficials italians es van apropar per primera vegada al Vaticà amb gent de pau. Als ulls del Vaticà, «la neutralitat del Vaticà, aconseguida a aquest cost, estava pagant un dividend per fi». Quan Mussolini va enviar el seu gendre, el comte Ciano, com a ambaixador al Vaticà el 1943, els alemanys i altres van especular sobre la possibilitat que Ciano negociés una pau per separat. Els britànics, per la seva banda, van dubtar sobre aquestes intencions i no volien res a veure amb Ciano.

## Història militar
El Vaticà va mantenir una petita força de tropes coneguda com la Guàrdia Suïssa. Durant la Segona Guerra Mundial els guàrdies suïssos del Vaticà van obtenir subfusells i màscares de gas addicionals per complementar l'arsenal Vaticà existent en cas d'atac.

### Estatus extraterritorial
Amb l'ocupació alemanya de Roma el 1943, després de la caiguda de Mussolini, van arribar els rumors d'un complot per segrestar el papa; els estudiosos moderns encara estan en desacord amb l'autenticitat d'aquestes denúncies. La Ciutat del Vaticà mai va ser ocupada; de fet, la preocupació principal dins del Vaticà era la potencial anarquia en el període entre l'ocupació alemanya i l'Aliada, i no la potencial d'ocupació alemanya. Tot i això, la Força Policial del Vaticà, conjuntament amb la Guàrdia Suïssa, van mantenir l'ordre.

### Bombardeig de Roma
Una de les principals prioritats diplomàtiques de Pius XII era prevenir el bombardeig de Roma; tan sensible va ser el pontífex que va protestar fins i tot pel fet que els britànics llancessin pamflets sobre Roma, al·legant que els pocs que queien dins de la ciutat estat violaven la neutralitat del Vaticà. Abans de l'entrada dels Estats Units a la guerra, hi havia poc impuls per tal bombardeig, ja que els britànics hi veien poc valor estratègic. Després de l'entrada nord-americana, els Estats Units es van oposar a un bombardeig, amb por d'ofendre els membres catòlics de les seves forces militars, mentre que els britànics van donar-hi suport. Pius XII va advocar per la declaració de Roma com a "ciutat oberta", però això va ocórrer només el 14 d'agost de 1943, després que Roma ja hagués estat bombardejada dues vegades. Tot i que els italians van consultar el Vaticà sobre la redacció de la declaració oberta de ciutat, l'impuls del canvi tenia poc a veure amb el Vaticà.
Presoners de guerra [ editar ]
Després de la rendició italiana, els presoners aliats tutelats pels italians van ser alliberats, i molts es van dirigir cap a la Ciutat del Vaticà. El Vaticà temia que tal fet comprometés la seva neutralitat i donà instruccions estrictes a la Guàrdia Suïssa per evitar que aquestes persones entressin a la ciutat estat; es va instituir un sistema de cartes d'identitat per evitar que personal no vaticà entrés a Sant Pere. Alguns funcionaris del Vaticà, però, van actuar de manera independent per ajudar aquestes persones; l'exemple més famós és Hugh O'Flaherty, les fites del qual es van fer coneguts gràcies a la pel·lícula The Scarlet and the Black.

## Mitjans de comunicació

### Osservatore Romano
L'Osservatore Romano, el diari del Vaticà, publicat en italià, va ser l'únic diari d'Itàlia no censurat pel govern italià. Malgrat el seu contingut relativament moderat, la premsa britànica i francesa el menystingueren i la premsa feixista italiana el vilipendià. El 20 de maig de 1940, el diari deixava de publicar articles sobre la guerra no autoritzats pel "comunicat oficial de guerra italià", segons un acord amb el govern italià. L'agost de 1940, els informes meteorològics també van ser eliminats quan el govern italià va protestar perquè podrien ajudar els avions britànics.

### Radio Vaticana
La Ràdio Vaticana es trobava en una situació similar; per exemple, va deixar les notícies sobre presoners de guerra, que el govern italià preocupava que insinuaria la ubicació dels vaixells. També va deixar de comunicar sobre el clima, pel mateix motiu. Després que el cardenal August Hlond emetés un missatge ardent en polonès a Polònia a través de la ràdio (que amb prou feines es podia recollir a Polònia), "no es va permetre que mai no es tornés a produir aquesta emissió". Després de les queixes alemanyes, la ràdio va deixar de discutir la situació de Polònia i més tard va deixar de discutir la situació de l'església a Alemanya. Pius XII va parlar a la ràdio en diverses ocasions, sobretot durant la seva al·locució de Nadal de 1942, en què va manifestar la seva preocupació per l'assassinat de "centenars de milers" de persones "sense culpa" a causa de no més que la seva "raça o nacionalitat".

## L'Holocaust
En la seva primera encíclica papal, Summi Pontificatus (1939), Pius XII va manifestar consternació per la invasió de Polònia; va reiterar l'ensenyament catòlic contra el racisme i l'antisemitisme; i va avalar la resistència contra aquells contraris als principis ètics de la "Revelació al Sinaí" i del Sermó de la Muntanya.
Pius va protestar contra les deportacions de jueus eslovacs al govern de Bratislava des del 1942. El 1943 va protestar que «La Santa Seu fracassaria en el seu Mandat Diví si no deplorava aquestes mesures, que danyen greument l'home en el seu dret natural, principalment per la raó que aquestes persones pertanyin a una raça determinada». El juny de 1942 Pius va protestar personalment contra les deportacions massives de jueus de França, ordenant el nunci papal que protestés al mariscal Philippe Pétain contra "les detencions i deportacions inhumanes de jueus". En el seu discurs de Nadal de 1942, Pius va manifestar la seva preocupació per l'assassinat de "centenars de milers" de persones "sense culpa" per la seva "nacionalitat o raça".
Després de l'ocupació nazi d'Itàlia, el papa va ordenar a les institucions catòliques de Roma que s'obrissin als jueus, aixoplugant 4.715 dels 5.715 previstos per a ser deportats pels nazis en 150 institucions catòliques. Al Vaticà mateix, es van acollir 477 jueus. A mesura que van continuar les batudes alemanyes al nord d'Itàlia, el papa va obrir la seva residència d'estiu, Castel Gandolfo, per acollir milers de jueus i va autoritzar institucions del nord a fer el mateix.
Des de 1943, Pius va ordenar al seu representant búlgar que prengués "tots els passos necessaris" per donar suport als jueus búlgars que s'enfrontessin a la deportació, i el seu nunci turc, Angelo Roncalli (qui el succeiria sota el nom de Joan XXIII) va disposar al trasllat de milers de nens fora de Bulgària a Palestina. Roncalli també va assessorar el papa dels camps de concentració jueus a la Transnistria ocupada pels romanesos. El Papa va protestar al govern romanès i va autoritzar que s'enviessin fons als camps. El 1944 Pius XII va fer una crida directament al govern hongarès per detenir la deportació dels jueus d'Hongria i el seu nunci, Angelo Rotta, va dirigir un sistema de rescat a tota la ciutat a Budapest.
A la seva mort, Israel i els líders mundials van enaltir a Pius XII el seu lideratge en temps de guerra. Però la seva insistència en la neutralitat del Vaticà i el seu fracàs en nombrar explícitament els nazis com a dolents del conflicte es van convertir en el fonament de crítiques posteriors.

### Hugh O'Flaherty: la Pimpinella Vaticana
Des de la seva oficina vaticana, i en cooperació amb Pius XII, monsenyor Hugh O'Flaherty va operar una operació d'evasió per a jueus i aliats fugitius. El 2012, El periòdic Irish Independent li va acreditar haver salvat més de 6.500 persones durant la guerra.
A partir de 1943, va començar a oferir refugi als militars aliats que buscaven santuari al Vaticà. Utilitzant documents falsos i una xarxa de comunicacions clandestines, O'Flaherty va desafiar el comandant de la Gestapo a Roma, Herbert Kappler, i va evadir la captura enmig de l'ocupació alemanya de Roma. La "Via de Fugida Romana" de O'Flaherty va amagar soldats britànics i nord-americans i jueus en cases segures de la ciutat. Kappler pintà una línia blanca al voltant del límit del Vaticà i oferia una recompensa pel cap d'O'Flaherty. O'Flaherty va perdonar Kappler després de la guerra i es va convertir en un visitant habitual de la seva cel·la de presó, que finalment presidiria la seva conversió al catolicisme. La història d'Oflaherty va ser dramatitzada a la pel·lícula de 1983 The Scarlet and the Black i Irlanda fa honor al seu treball amb el premi internacional humanitari Hugh O'Flaherty Humanitari.

## Organització de l'església

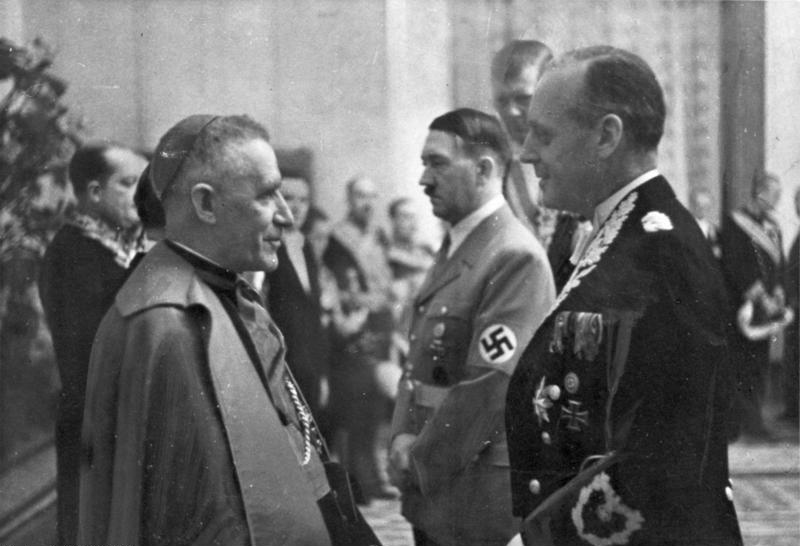
Cesare Orsenigo (a l'esquerra, amb Hitler i Ribbentrop), nunci a Alemanya, també va ser de nunci de facto a Polònia.

Les ocupacions dels poders sovint demanaven que Pius XII reorganitzés les diòcesis catòliques conquerides. Tot i que generalment es va negar a aquesta reorganització, la decisió de Pius XII de nomenar administradors apostòlics alemanys a Polònia ocupada va ser "una de les seves decisions més controvertides". Aquestes accions van ser la principal justificació del Govern Provisional Polonès per declarar el Concordat de 1925 nul el 1945, un acte que va tenir conseqüències tremendes per a les relacions de post-guerra entre Polònia i el Vaticà. No hi va haver cap nunci apostòlic a Polònia entre 1947 i 1989, durant els anys de la Polònia comunista.

## Després de la postguerra immediat
Els Aliats van alliberar Roma els dies 4-5 de juny de 1944. Durant l'alliberament, moltes tropes catòliques aliades van visitar el Vaticà per oir missa i escoltar parlar el papa, inclosos alguns que conduïen tancs a la plaça de Sant Pere.
El papa va ser la celebritat més gran de la península italiana durant aquest període i, donat la relació del rei d'Itàlia amb el feixisme, fins i tot es va parlar d'ampliar el poder temporal del papat. El papa va concedir audiències amb soldats i líders aliats, que van ser prominentment fotografiades.
Pius XII s'havia abstret de crear cardenals durant la guerra. Al final de la Segona Guerra Mundial hi havia diverses vacants destacades, entre les quals hi havia el cardenal secretari d'estat, el  Camarlenc, el canceller i el prefecte de la Congregació per als religiosos. Pius XII va crear 32 cardenals a principis de 1946, després d'haver anunciat la seva intenció de fer-ho en el seu missatge de Nadal anterior.